# Derby Kociewia w koszykówce
Derby Kociewia – spotkanie uznawane za derby koszykarskie pomiędzy Decką Pelplin i SKS Starogard Gdański.

## Porównanie klubów
| Porównanie klubów                                         | Porównanie klubów                | Porównanie klubów                         |
| --------------------------------------------------------- | -------------------------------- | ----------------------------------------- |
| Decka Pelplin                                             |                                  | SKS Starogard Gdański                     |
| 2008                                                      | rok założenia                    | 1957                                      |
| 0                                                         | Puchary Polski                   | 1                                         |
| 0                                                         | Superpuchary Polski              | 1                                         |
| -                                                         | Debiut w PLK                     | 2004                                      |
| -                                                         | Najwyższa lokata w PLK           | 3                                         |
| 3                                                         | Zwycięstwa w meczu derbowym      | 7                                         |
| I liga                                                    | obecny poziom ligowy (2024/2025) | I liga                                    |
| Hala Sportowa przy Zespole Kształcenia i Wychowania nr. 1 | Hala sportowa                    | Miejska Hala Sportowa im. Andrzeja Grubby |

## Bilans spotkań

### Ogólnie
| rozgrywki                 | łącznie        | łącznie          | łącznie          |
| rozgrywki                 | liczba spotkań | zwycięstwa Decki | zwycięstwa SKS-u |
| ------------------------- | -------------- | ---------------- | ---------------- |
| I liga (II poziom ligowy) | 8              | 2                | 6                |
| Mecze towarzyskie         | 2              | 1                | 1                |
| łącznie                   | 10             | 3                | 7                |

### Decka gospodarzem
| rozgrywki                 | łącznie        | łącznie          | łącznie          |
| rozgrywki                 | liczba spotkań | zwycięstwa Decki | zwycięstwa SKS-u |
| ------------------------- | -------------- | ---------------- | ---------------- |
| I liga (II poziom ligowy) | 4              | 2                | 2                |
| Mecze towarzyskie         | 1              | 0                | 1                |
| łącznie                   | 5              | 2                | 3                |

### SKS gospodarzem
| rozgrywki                 | łącznie        | łącznie          | łącznie          |
| rozgrywki                 | liczba spotkań | zwycięstwa Decki | zwycięstwa SKS-u |
| ------------------------- | -------------- | ---------------- | ---------------- |
| I liga (II poziom ligowy) | 4              | 0                | 4                |
| Mecze towarzyskie         | 1              | 1                | 0                |
| łącznie                   | 5              | 1                | 4                |

## Historia
| Lp. | Poziom, rok      | Bilans        |
| --- | ---------------- | ------------- |
| 1.  | towarzyski, 2021 | 0-1 (63:70)   |
| 2.  | I liga, 2022     | 0-2 (115:147) |
| 3.  | I liga, 2022     | 0-3 (180:225) |
| 4.  | I liga, 2022     | 0-4 (236:297) |
| 5.  | I liga, 2023     | 0-5 (340:412) |
| 6.  | towarzyski, 2023 | 1-5 (414:465) |
| 7.  | I liga, 2023     | 2-5 (491:534) |
| 8.  | I liga, 2024     | 2-6 (556:629) |
| 9.  | I liga, 2024     | 2-7 (634:717) |
| 10. | I liga, 2025     | 3-7 (711:785) |

Pierwszy mecz derbowy odbył się 5 września 2021 roku. Był to mecz towarzyski i zakończył się zwycięstwem SKS Starogard Gdański.
W pierwszych 5 meczach derbowych zwyciężyła drużyna SKS Starogard Gdański. Piąty mecz derbowy został zakończony po dogrywce.
Szósty mecz derbowy był meczem towarzyskim. Był to pierwszy mecz w którym zwyciężyła Decka Pelplin. 
Pierwsze ligowe zwycięstwo Decki w derbach odbyło się 10 listopada 2023 roku. Decka wygrała ten mecz z SKS-em 77:69. 
Na 8 mecz derbowy zostały wyprzedane wszystkie bilety.

### 1 mecz
| 5 września 202112:00 | Decka Pelplin | 63:70(8:23, 18:16, 18:14, 19:17) | SKS Starogard Gdański | Pelplin |
| 5 września 202112:00 |               | 63:70(8:23, 18:16, 18:14, 19:17) |                       | Pelplin |

### 2 mecz
| 2 stycznia 202218:00 | SKS Starogard Gdański | 77:52(22:13, 25:21, 18:7, 12:11) | Decka Pelplin | Starogard Gdański Widzów: 1680 |
| 2 stycznia 202218:00 |                       | 77:52(22:13, 25:21, 18:7, 12:11) |               | Starogard Gdański Widzów: 1680 |

### 3 mecz
| 10 kwietnia 202218:00 | Decka Pelplin | 65:78(17:20, 18:15, 8:26, 22:17) | SKS Starogard Gdański | Pelplin Widzów: 472 |
| 10 kwietnia 202218:00 |               | 65:78(17:20, 18:15, 8:26, 22:17) |                       | Pelplin Widzów: 472 |

### 4 mecz
| 26 października 202219:00 | SKS Starogard Gdański | 72:56(19:11, 20:9, 11:15, 22:21) | Decka Pelplin | Starogard Gdański |
| 26 października 202219:00 |                       | 72:56(19:11, 20:9, 11:15, 22:21) |               | Starogard Gdański |

### 5 mecz
| 4 lutego 202318:00 | Decka Pelplin | 104:115 (pd.)(31:21, 20:24, 18:28, 24:20, dogr. 11:22) | SKS Starogard Gdański | Pelplin Widzów: 600 |
| 4 lutego 202318:00 |               | 104:115 (pd.)(31:21, 20:24, 18:28, 24:20, dogr. 11:22) |                       | Pelplin Widzów: 600 |

### 6 mecz
| 2 września 202318:00 | SKS Starogard Gdański | 53:74(10:27, 14:16, 11:11, 18:20) | Decka Pelplin | Starogard Gdański |
| 2 września 202318:00 |                       | 53:74(10:27, 14:16, 11:11, 18:20) |               | Starogard Gdański |

### 7 mecz
| 10 listopada 202318:00 | Decka Pelplin | 77:69(16:25, 27:9, 17:15, 17:20) | SKS Starogard Gdański | Pelplin Widzów: 600 |
| 10 listopada 202318:00 |               | 77:69(16:25, 27:9, 17:15, 17:20) |                       | Pelplin Widzów: 600 |

### 8 mecz
| 29 marca 202419:00 | SKS Starogard Gdański | 95:65(37:16, 13:19, 18:11, 27:19) | Decka Pelplin | Starogard Gdański Widzów: 1900 |
| 29 marca 202419:00 |                       | 95:65(37:16, 13:19, 18:11, 27:19) |               | Starogard Gdański Widzów: 1900 |

### 9 mecz
| 27 października 202418:00 | SKS Starogard Gdański | 88:78(24:26, 17:12, 17:18, 30:22) | Decka Pelplin | Starogard Gdański Widzów: 1900 |
| 27 października 202418:00 |                       | 88:78(24:26, 17:12, 17:18, 30:22) |               | Starogard Gdański Widzów: 1900 |

### 10 mecz
| 5 lutego 202518:00 | Decka Pelplin | 77:68(22:8, 25:14, 12:25, 18:21) | SKS Starogard Gdański | Pelplin Widzów: 590 |
| 5 lutego 202518:00 |               | 77:68(22:8, 25:14, 12:25, 18:21) |                       | Pelplin Widzów: 590 |